# Landesjugendchor Sachsen
Der Landesjugendchor Sachsen ist ein landesübergreifendes Jugendensemble (Landesjugendchor) aus Sachsen.
Die Mitgliedschaft im Chor setzt ein bestandenes Vorsingen voraus. Dazu lädt der Sächsische Chorverband mindestens zweimal jährlich talentierte Jugendliche nach Dresden, Chemnitz oder Leipzig ein. Interessiert können sich über www.neu.ljc-sachsen.de für ein Vorsingen melden.
Der Chor hatte am 9. November 2008 sein Gründungskonzert mit Marcus Friedrich als musikalischer Leiter und Aya Kugele am Klavier. Das Konzert fand in der Heilandskirche in Leipzig, Plagwitz, statt.
Der Landesjugendchor Sachsen arbeitet als Projektchor seit 2015 unter der Leitung von Ron-Dirk Entleutner.

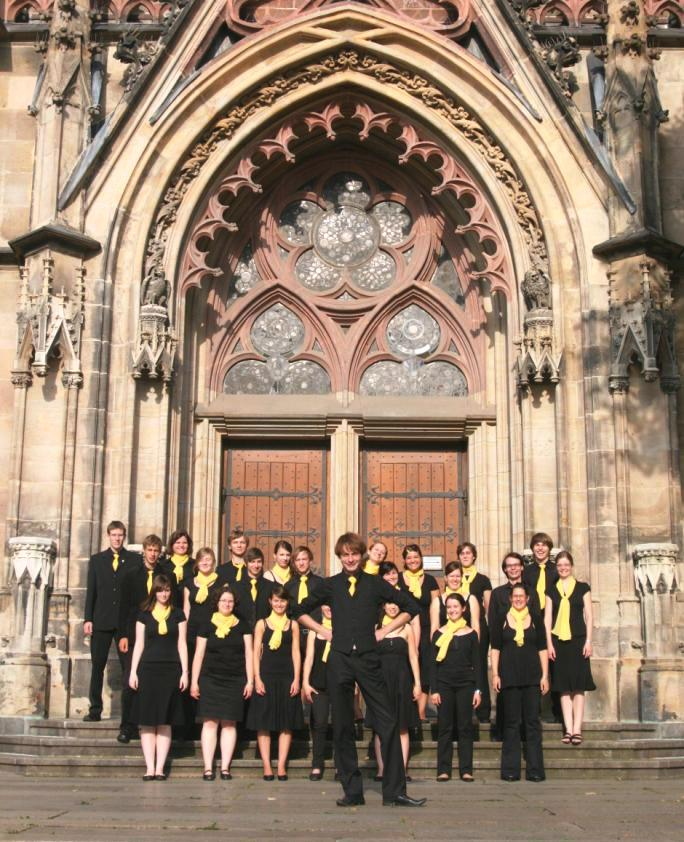
Landesjugendchor Sachsen
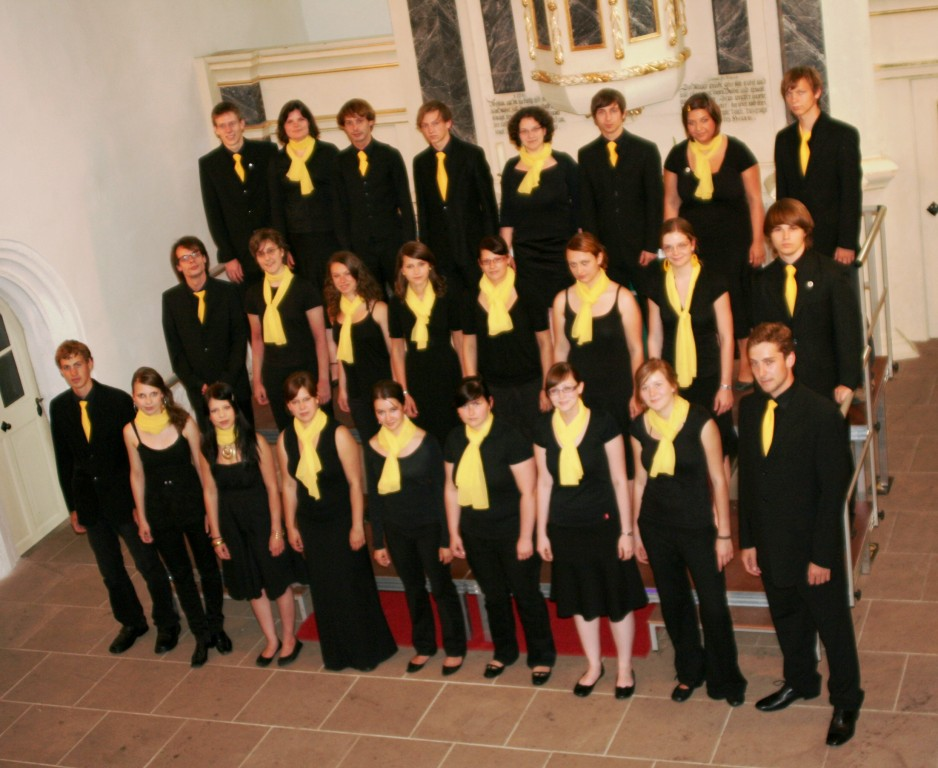
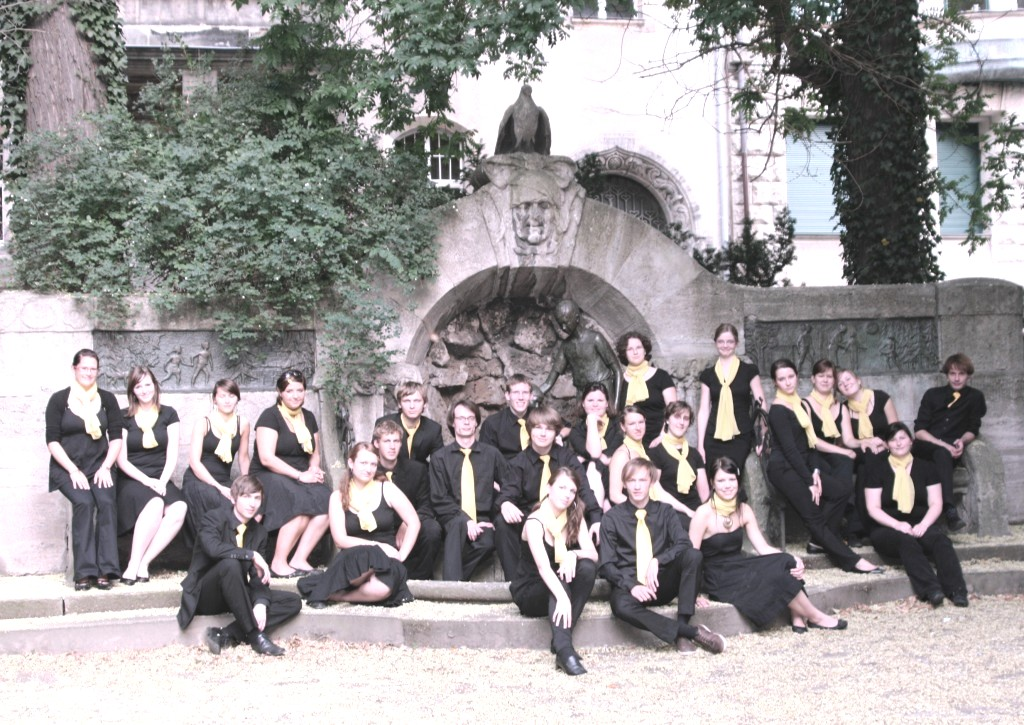
2009